# 줄무늬주머니쥐
줄무늬주머니쥐(Dactylopsila trivirgata)는 주머니하늘다람쥐과에 속하는 유대류의 일종이다. 머리에서 꼬리까지 검은색 몸 위에 세 줄의 흰줄무늬가 이어지며, 머리의 흰줄무늬는 "와이"(Y)형태를 보인다. 유대하늘다람쥐의 근연종으로 겉모습이 닮았다.

## 분포 지역
줄무늬주머니쥐는 오스트레일리아 퀸즐랜드 주 케이프요크반도 동해안을 따라 남쪽으로 타운즈빌까지의 열대우림과 유칼립투스 산림 지역에서도 살지만 뉴기니섬에서 더 흔하게 서식하며, 인근 지역의 여러 작은 섬에서도 발견된다. 오스트레일리아 대륙에서는 흔하지 않고, 희귀종이다.

## 특징
줄무늬주머니쥐는 겉보기에는 검고 흰 다람쥐처럼 보인다. 홀로 생활하며 거의 야행성 동물이고, 나무 가지 위에 보금자리를 만든다. 몸길이는 약 263mm이고 꼬리 길이는 325mm, 몸무게는 423g이다. 그리고 꼬리에 물건을 쥐는 힘을 가지고 있다. 네 번째 손가락이 다른 종들에 비해 가늘고 길어서,(열대 우림의 다른 포유류와 아이아이의 세 번째 손가락처럼) 나무 껍질에서 딱정벌레와 애벌레 등을 잡을 수 있기 때문에 일종의 "포유류 딱따구리"(mammalian woodpecker)로도 불린다. 그리고 나무의 잎, 열매 그리고 작은 척추동물도 먹는다.